# Ольмеда-дель-Рей

Ольмеда-дель-Рей (ісп. Olmeda del Rey) — муніципалітет в Іспанії, у складі автономної спільноти Кастилія-Ла-Манча, у провінції Куенка. Населення — 168 осіб (2010).
Муніципалітет розташований на відстані близько 150 км на південний схід від Мадрида, 30 км на південь від Куенки.

## Демографія
Динаміка населення (INE ):

## Галерея зображень

Розташування муніципалітету у провінції Куенка